# Nicholas Jonas (Album)
Nicholas Jonas ist das Debütalbum des US-amerikanischen Sängers und Schauspielers Nick Jonas. Es erschien 2004 und 2005 bei INO Records (USA), beziehungsweise Columbia Records (Europa).

## Hintergrund und Veröffentlichung
Nick Jonas, der seine Karriere beim Musical startete, schrieb das Lied Joy to the World (A Christmas Prayer) 2002 zusammen mit seinem Vater, während er in dem Musical Die Schöne und das Biest mitspielte. Dieses erschien dann auf dem Album Broadway's Greatest Gifts: Carols for a Cure, Vol. 4, welches die Aktion Equity Fights AIDS unterstützte. Im November 2003 erhielt das Plattenlabel INO Records eine Demo-Aufnahme des Titels und veröffentlichte ihn für Radiostationen, wo der Song besonders bei religiösen Sendern sehr erfolgreich wurde. So wurde man im September 2004 bei Columbia Records auf den damals zwölfjährigen Sänger aufmerksam, und beschloss, diesen zusammen mit INO Records unter Vertrag zu nehmen.
Am 30. Oktober 2004 erschien dann die Debütsingle von Nick Jonas, Dear God. Am 16. November veröffentlichte man ein zweites Lied des Albums, Joy to the World (A Christmas Prayer). Beide Musikstücke platzierten sich nicht in den Charts. Das komplette Debütalbum war dann ab Dezember 2004 oder Januar 2005 erhältlich. Ein genaues Datum ist nicht ausfindig zu machen, da die CD nur eingeschränkt veröffentlicht worden ist. Viele der Lieder seines Debütalbums schrieb Nick Jonas zusammen mit seinen Brüdern Joe und Kevin.

## Titelliste
| #   | Titel                                 | Länge |
| --- | ------------------------------------- | ----- |
| 1.  | Dear God                              | 3:20  |
| 2.  | Time for Me to Fly                    | 3:30  |
| 3.  | Appreciate                            | 3:09  |
| 4.  | When You Look Me in the Eyes          | 4:02  |
| 5.  | Higher Love                           | 3:59  |
| 6.  | Please Be Mine                        | 4:22  |
| 7.  | I Will Be the Light                   | 4:24  |
| 8.  | Don’t Walk Away                       | 3:43  |
| 9.  | Joy to the World (A Christmas Prayer) | 4:27  |
| 10. | Crazy Kinda Crush on You              | 2:59  |
| 11. | Wrong Again                           | 4:01  |

## Bezug zu den Jonas Brothers
Einige der Lieder dieses Albums wurden später von den Jonas Brothers neu aufgenommen und auf deren Alben veröffentlicht. Die Band gründete Nick Jonas 2005 zusammen mit seinen Brüdern Kevin und Joe. Die Lieder Time for Me to Fly und Dear God erschienen auf dem Debütalbum der Band, It’s About Time. Der Titel Please Be Mine wurde auf einer veränderten Titelliste ebenfalls auf dem Debütalbum veröffentlicht. When You Look Me in the Eyes ist auf dem zweiten Album der Gruppe zu finden, Jonas Brothers. Auf den zahlreichen Tourneen spielten sie diese und andere Lieder des Albums auch live. Mit seiner Band Nick Jonas & the Administration spielte Nick Jonas die Musikstücke auch auf ihren Tourneen, jedoch in leicht veränderten Versionen.